# 恰霍爾區
51°32′13″N 92°13′19″E / 51.537°N 92.222°E
恰霍爾區（俄语：Чаа-Хольский кожуун），图瓦语音译“查-霍勒”，是俄羅斯圖瓦共和國的一個区，位於共和国南部，始建於1941年，面積2,900平方公里，行政中心为恰霍爾。2018年人口6,134人，人口密度每平方公里2.08人。

## 历史
恰霍爾區成立於1941年。1961年，該區被撤銷，並被併入烏盧格赫姆區，1992年被恢復。